# Garantia (finanças)
Em finanças, uma garantia é um ativo transferível ou uma garantia fornecida, que serve de caução ao reembolso de um empréstimo no caso em que o beneficiário deste último não seja capaz de satisfazer as obrigações pagamento.